# 22744 Esterantonucci
22744 Esterantonucci (tên chỉ định: 1998 TB34) là một tiểu hành tinh nằm ở rìa ngoài của vành đai chính. Nó được khám phá thông qua Chương trình nghiên cứu đối tượng gần Trái Đất của đài thiên văn Lowell ở Anderson Mesa Station ở Coconino County, Arizona, ngày 14 tháng 10 năm 1998. Nó được đặt theo tên Ester Antonucci, an Italian solar physicist và director thuộc Observatory of Turin.